# هوانگ این-سان
هوانگ این-سان (به انگلیسی: Hwang In-sun) (زاده ۳۱ ژانویهٔ ۱۹۸۷) خواننده اهل کره جنوبی است.